# Ralf Hildenbeutel
Ralf Hildenbeutel (* 6. März 1969 in Frankfurt am Main) ist ein deutscher Musikproduzent und Komponist.

## Leben
Ralf Hildenbeutel war maßgebend an der Entstehung des Musikstils Trance beteiligt. Zusammen mit A.C. Boutsen (Matthias Hoffmann) und Stevie B-Zet (Steffen Britzke) gehörte er zur Stammbelegschaft des Plattenlabels Eye Q Records. Das Szenemagazin Frontpage schrieb 1995, etwa 90 % aller Trance-Veröffentlichungen hätten den typischen Eye-Q-Stil als Vorlage.
Zwischen 1991 und 1998 produzierte Ralf Hildenbeutel sämtliche Neuerscheinungen des Star-DJs Sven Väth. Sein wichtigstes Soloprojekt war Earth Nation, der erste Techno-Act, der auf Events mit Live-Percussion auftrat, mit dem er unter anderem 1994 auf dem Montreux Jazz Festival spielte. Weitere Clubhits produzierte er unter den Projektnamen Cygnus X (mit A.C. Boutsen) und Odyssee of Noises (mit A.C. Boutsen und Sven Väth). Seit dieser Zeit arbeitete Hildenbeutel schon regelmäßig als Filmkomponist, wie z. B. für den Experimentalfilm Hommage à Noir (1996).
Als das Eye Q-Label 1997 nach Berlin zog (wo es nach kurzer Zeit Insolvenz anmeldete), blieb Ralf Hildenbeutel in Frankfurt. Zusammen mit Matthias Hoffmann und Steffen Britzke gründete er Schallbau. Er wandte sich von Trance und Techno ab und begann namhafte Künstler zu produzieren, darunter Simon Collins, Laith Al-Deen, Yvonne Catterfeld oder Andreas Bourani. 2008 teilte sich Schallbau auf und seitdem komponiert er vor allem Filmmusiken, wobei er noch oft mit Stevie B-Zet zusammenarbeitet. Seit der Zeit entstanden Filmmusiken wie z. B. für Vincent will Meer, Bastard oder zur italienischen TV-Serie Maltese - Il romanzo del Commissario.
Ralf Hildenbeutel erhielt verschiedene Auszeichnungen, darunter den VIVA-Comet als bester nationaler Produzent und die Goldmedaille der New York Festivals für die Filmmusik zu Hommage à Noir. 2013 bekam er für seine Filmmusik eine Nominierung zum Kurzfilm Momentum auf dem Newport International Festival und 2017 gewann er den Goldenen Reiter vom internationalen Filmfest Dresden für die Musik zu Eine Villa mit Pinien.

## Filmografie (Auswahl)
- 1989: Karambolage
- 1989: Nimm die Spinnen weg
- 1996: Hommage à Noir
- 1998: Caipiranha
- 2000: Und das ist erst der Anfang
- 2001: Be.angeled
- 2001: Mondscheintarif
- 2006: Reine Formsache
- 2010: Vincent will Meer
- 2011: Kommissarin Lucas – Gierig
- 2012: Ausgerechnet Sibirien
- 2012: Bye Bye Super 8 (Kurzfilm)
- 2013: Bastard
- 2013: Momentum (Kurzfilm)
- 2014: Der Koch
- 2014: Conduct
- 2015: Kommissarin Lucas – Der Wald
- 2016: Burg Schreckenstein
- 2016: Kommissarin Lucas – Kreuzweg
- 2016: Eine Villa mit Pinien
- 2017: Kommissarin Lucas – Löwenherz
- 2017: Tod einer Kadettin
- 2017: Maltese
- 2018: Kommissarin Lucas – Das Urteil
- 2018: Die Aldi-Brüder
- 2018: Lehman. Gier frisst Herz
- 2019: Kommissarin Lucas – Polly
- 2019: Il silenzio dell'acqua
- 2019: La stagione della Caccia
- 2019: Non Mentire
- 2020: Aldilà dei giganti (Kurzfilm)
- 2020: Il Silenzio dell'Acqua
- 2020: Io te cercherò
- 2020: La Concessione Del Telefono
- 2020: La Guerra é Finita
- 2020: Something Evil Becomes Us (Kurzfilm)
- 2021: Chiamami ancora amore (Miniserie)
- 2021: Màkari (Miniserie)
- 2022: Monterossi (Miniserie)
- 2022: Màkari 2 (Miniserie)
- 2023: Everybody Loves Diamonds (Miniserie)
- 2023: Monterossi 2 (Miniserie)
- 2023: Indagine su una storia d'amore
- 2024: Màkari 3 (Miniserie)
- 2024: Supersex (Miniserie)

## Diskografie (Auswahl)
- 2024: "Supersex" (OST)
- 2024: "Zwei Jahre" - FEE. (EP)
- 2024: "Màkari - Terza stagione" (OST)
- 2023: "Monterossi 2" (OST)
- 2023: "Everybody Loves Diamonds" (OST)
- 2022: "Another Night" (album, mit Chris Liebing)
- 2022: "Màkari - Seconda stagione" (OST)
- 2022: "Monterossi" (OST)
- 2021: "Another Day" (album, mit Chris Liebing)
- 2021: "Chiamami ancora amore" (OST)
- 2021: "Màkari" (OST)
- 2020: "Io ti cercherò" (OST)
- 2020: "Something Evil Becomes Us" (OST)
- 2020:  "La Concessione del Telefono" (OST)
- 2020: "La guerra è finita" (OST)
- 2019: "Il Silenzio dell'Acqua" (OST)
- 2019: "La Stagione della Caccia" (OST)
- 2018: "Afterword" (OST)
- 2018: "Burn Slow" (mit Chris Liebing)
- 2018: "La Mossa del Cavallo" (OST)
- 2017: "Maltese" (OST)
- 2016: "Burg Schreckenstein" (OST)
- 2016: "Moods - The Retouched Themes"
- 2015: "Moods" (Solo-Album)
- 2014: "Der Koch" (OST with Stevie B-Zet)
- 2013: "Momentum" (OST)
- 2013: "Bastard" (OST with Stevie B-Zet)
- 2012: "Ausgerechnet Sibirien" (OST with Stevie B-Zet)
- 2011: "Vincent will meer" (OST with Stevie B-Zet)
- 2011: Andreas Bourani "Frieden"
- 2010: "Wunderland" (Solo-Album)
- 2010: "Hegemund - Nuit blanche" (mit Gottfried Tollmann)
- 2008: "Lucy's Dream" (Solo-Album)
- 2007: "Music from the Scape"  (Solo-Album)
- 2007: Sandra,  re-production of "Maria Magdalena" & "Hiroshima"
- 2006: I Love Pop "Songs from the Whiteshed" (Album)
- 2003–2005: Yvonne Catterfeld, diverse
- 2003: Tom Albrecht, ("Sing", "Wir sind eins", "360 Grad")
- 2001–2007: Laith Al-Deen ("Ich will nur wissen" 2001, "Melomanie" 2002, "Für Alle" 2004, "Die Frage wie" 2005, "Die Liebe zum Detail" 2007)
- 1999: Simon Collins "All of Who You Are"
- 1998: Schallbau "Schallbau's Point Zero Vol. 1" (Album)
- 1996: "Hommage à Noir" (OST)
- 1997: Yello, "To the Sea" with Stina Nordenstam
- 1990–1997: Badesalz, diverse
- 1996: "TollmannHildenbeutel" (mit Gottfried Tollmann, Album)
- 1993: "Looking Beyond" (Solo-Album)
- 1992–1997: Sven Väth ("Scorpio's Movement" 1998, "Fusion" 1997, "The Harlequin, the Robot and the Ballet-Dancer" 1994, "Accident in Paradise" 1992, "Barbarella - The Art of Dance" 1992)
- 1994–1998: Earth Nation ("Amnesie" '98, "Live..." '96, "Live in Montreux" 1994, "Terra Incognita" '95, "Thoughts in Past Future" '94)
- 1993–1996: "Odyssee of Noises" (diverse)
- 1993: "Curare"
- 1993: "Progressive Attack"
- 1992: "Zyon"
- 1991: "Mignon"
- 1993–1995: "Cygnus X" (diverse)

## Remixe (Auswahl)
Depeche Mode, Fahrenhaidt, The Fred Banana Combo, Anne Clark, Robert Palmer, Yello, Enigma, Sebastian Hämer, Sandra, Stina Nordenstam, Oomph!, Laurent Garnier, Ofrin, Cartridge, Energy 52.